# Tabanski mišić
Tabanski mišić (lat. musculus plantaris) mišić je stražnje strane potkoljenice. Mišić inervira potkoljenični živac, lat. nervus tibialis. 

## Polazište i hvatište
Mišić polazi s bedrene kosti (lateralni kondil) ide prema dolje i tankom tetivom se priključuje petnoj tetivi, koja se hvata za petnu kost.